# 夏爾曆法
夏爾曆法（又稱夏墾曆法）是J·R·R·托爾金於奇幻小說《魔戒》和其系列著作中，為中土大陸夏爾地區的哈比人所創造出來的曆法。這種曆法和人類、精靈和矮人所用的曆法不同。在此曆法中，其紀年為夏墾（其意為夏爾開墾）。它高度基於日耳曼曆法。
夏墾1年起始於布理地區的哈比人馬丘和布蘭蔻發現夏爾的那一年，那一年剛好是第三紀元的1601年。因此，第三紀元的年份扣掉1600年，剛好為夏墾的年份；第三紀元的最後一年則為夏墾1421年。

## 月份和特殊日
夏爾曆法中的一年和真實世界中所用的曆法是一樣長度－365天5小時48分46秒。此曆法也一樣分為12個月份，但是每個月只有30天。額外的5天（閏年則是6天）被加進去，湊成365天。
| 月份 | 名稱           | 對照現代曆法                                  |
| ---- | -------------- | --------------------------------------------- |
|      | 2 Yule         | 12月22日                                      |
| 1    | Afteryule      | 12月23日至1月21日                             |
| 2    | Solmath        | 1月22日至2月20日                              |
| 3    | Rethe          | 平年：2月21日～3月22日 閏年：2月21日～3月21日 |
| 4    | Astron         | 3月23日至4月21日                              |
| 5    | Thrimidge      | 4月22日至5月21日                              |
| 6    | Forelithe      | 5月22日至6月20日                              |
|      | 1 Lithe        | 6月21日                                       |
|      | Mid-year's Day | 6月22日                                       |
|      | Overlithe      | 閏日                                          |
|      | 2 Lithe        | 6月23日                                       |
| 7    | Afterlithe     | 6月24日至7月23日                              |
| 8    | Wedmath        | 6月24日至8月22日                              |
| 9    | Halimath       | 8月23日至9月21日                              |
| 10   | Winterfilth    | 9月22日至10月21日                             |
| 11   | Blotmath       | 10月22日至11月20日                            |
| 12   | Foreyule       | 11月21日至12月20日                            |
|      | 1 Yule         | 12月21日                                      |

Yuledays是表示一年的終結，新一年的開始，2 Yule是一年的第一天。Lithedays是年中的三天，即1 Lithe、Mid-year's Day及2 Lithe。在閏年（每四年一閏年），有額外的一天在Mid-year's Day之後叫Overlithe。這些日子並不屬於任何一個月。這些日子都是節日和慶典。Mid-year's Day是大暑，比現今曆法早了十天。托爾金說，在後來，大暑有輕微的改變，於是與現今的大暑不同。

## 星期
在夏爾曆，一星期有七天，一星期的首天稱為Sterday，最後一天稱為Highday。Mid-year's Day不當作一星期的任何一天。
| 名稱      | 意思         | 對照現今曆法 |
| --------- | ------------ | ------------ |
| Sterday   | 瓦爾妲之星   | 星期六       |
| Sunday    | 太陽         | 星期天       |
| Monday    | 月亮         | 星期一       |
| Trewsday  | 維林諾雙聖樹 | 星期二       |
| Hevensday | 天空         | 星期三       |
| Mersday   | 大海         | 星期四       |
| Highday   | 維拉         | 星期五       |

Highday是假日，晚上會舉行慶典。
在《哈比人歷險記》及《魔戒》裡，月份和日期沿用現代曆法。例如稱Afteryule為一月，Sterday為星期六。